# Gefle studentkår

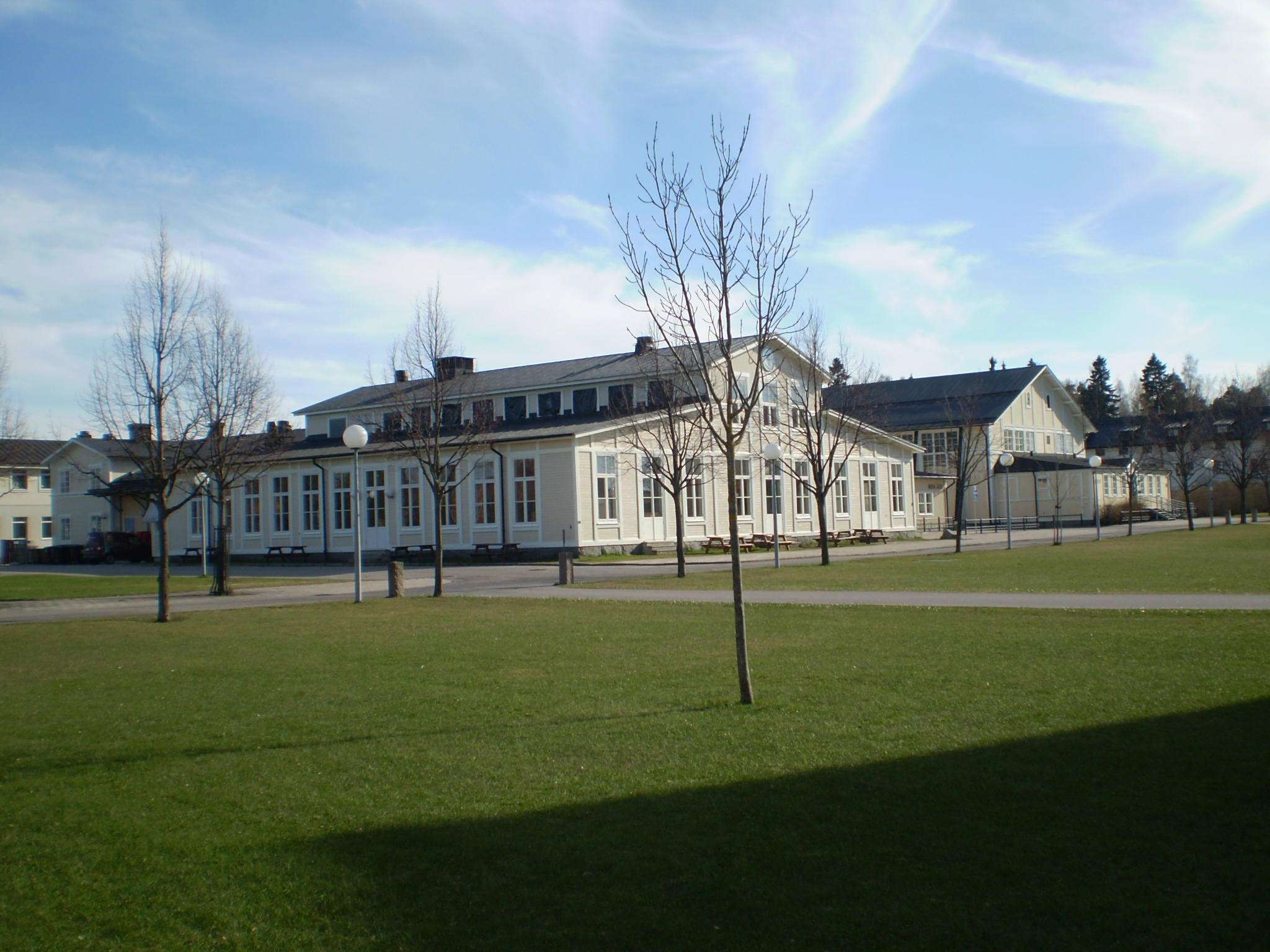
Kårhuset i Kungsbäck.

Gefle studentkår är studentkåren för Högskolan i Gävle. Kåren är förlagd i en byggnad på högskolans område på Kungsbäck i Gävle. 
Gefle Studentkår hette från början Kåren i Sandviken/Gävle och låg i Sandviken. Kåren anordnar allt från lunchföreläsningar, till klubbkvällar och after-school. 

## Utskott
Klubbmästeriet ansvarar för kårens klubbverksamhet. Anordnar kårkvällar, pubkvällar, sittningar och after school samt det årliga LAN:et.
Caféutskottet ansvarar för kårens caféverksamhet på campus.

## Studentföreningar
- Cult o Co (Studenter från Informatörsprogrammet och Professionellt skrivande)
- Datorföreningen Astrakan. Studentföreningen är till för alla som tycker om att meka med datorer, programmera, administrera nätverk o.s.v.
- G-tech - Gefleteknologerna (Studenter från ingenjörs och teknikutbildningar)
- Gavlecon (Ekonomer och mäklare)
- Hälso- och idrottsprofil (Studenter från utbildningar med hälsoinriktning)
- Högskolemäklarna. Högskolemäklarna är studentföreningen för alla studerande i Fastighetsmäklarprogrammet på högskolan. Samt att de ingår i GavleCon. Därav får de bära samma sorts overaller och delar på lokal/byggnad.
- VOX (Vård och Omsorg i X-Län)
- PiG (Pedagogerna i Gävle)
- PA (Personal och Arbetsliv)
- GRIS (Gefles Resande Intellektuella Studenter) En reseförening som anordnar "ove-resor" till olika skolor i hela landet.

Nedlagda eller vilande föreningar:
- Chinese Student and Scholar Association
- Geflabandet
- BRO association
- P6 - Projekt 6